# Kapatagan (Lanao del Sur)
Kapatagan is een gemeente in de Filipijnse provincie Lanao del Sur in het noorden van het eiland Mindanao. Bij de laatste census in 2007 had de gemeente bijna 20 duizend inwoners.

## Geografie

### Bestuurlijke indeling
Kapatagan is onderverdeeld in de volgende 15 barangays:
| - Bakikis - Barao - Bongabong - Daguan - Inudaran - Kabaniakawan - Kapatagan - Lusain | - Matimos - Minimao - Pinantao - Salaman - Sigayan - Tabuan - Upper Igabay |

## Demografie
Kapatagan had bij de census van 2007 een inwoneraantal van 19.598 mensen. Dit zijn 11.794 mensen (151,1%) meer dan bij de vorige census van 2000. De gemiddelde jaarlijkse groei komt daarmee uit op 13,54%, hetgeen veel hoger is dan het landelijk jaarlijks gemiddelde over deze periode (2,04%). Vergeleken met de census van 1995 is het aantal mensen met 12.896 (192,4%) toegenomen.

De bevolkingsdichtheid van Kapatagan was ten tijde van de laatste census, met 19.598 inwoners op 288,13 km², 68 mensen per km².